# Craspedoxanthitea
Craspedoxanthitea är ett släkte av tvåvingar. Craspedoxanthitea ingår i familjen borrflugor.
Kladogram enligt Catalogue of Life:
| Craspedoxanthitea | \| \| Craspedoxanthitea flaviseta \| \| \| \| \| \| Craspedoxanthitea indistincta \| \| \| \| |
|                   | \| \| Craspedoxanthitea flaviseta \| \| \| \| \| \| Craspedoxanthitea indistincta \| \| \| \| |
|                   | Craspedoxanthitea flaviseta                                                                   |
|                   |                                                                                               |
|                   | Craspedoxanthitea indistincta                                                                 |
|                   |                                                                                               |